# Rivière Englehart
La rivière Englehart est un cours d'eau situé dans le district de Timiskaming dans la province de l'Ontario.

## Géographie
La rivière Englehart prend sa source comme émissaire du lac Fallduck au nord du district de Timiskaming.
Le lit de la rivière Englehart passe d'abord sous la route provinciale 66, puis plus en aval sous la route provinciale 11. Elle poursuit son cours en passant sous les voies ferrées du chemin de fer de l'Ontario Northland dans la ville de Englehart.
Enfin le cours d'eau rejoint la rivière Blanche dans laquelle elle se jette à 105 kilomètres de sa source.